# Héber irodalom
A héber irodalom az ókori, a középkori és modern héber nyelvű műveket jelenti. Minden kétséget kizáróan a legfontosabb ilyen mű a Héber Biblia (Tanakh).

## Általános áttekintés
A zsidó irodalom legnagyobb része héber nyelven íródott. A Misna volt az első héber nyelvű írás, mely az akkori törvényeket foglalta magába. A könyvet i. e. 200 körül írhatták.
Ezeket a héberül írott műveket gyakran összekapcsolták más nyelvű írásokkal, melyeket a kor zsidói jól ismertek. A Talmudohoz arámi nyelven fűztek magyarázó szöveget, ez a Gemara. Néhány hagyományos zsidó imádság is arámi nyelven van. Néhány középkori filozofikus szöveget pedig arab nyelven írtak.
A spanyolországi zsidó kultúra fénykorában néhány előkelő rabbi költözött a mór Spanyolországba az iszlám világ fokozódó nyomása miatt. Ezek a rabbik rengeteg művet fordítottak le arabról héber nyelvre. Ekkoriban a fordításokból eredően jelentősen megnövekedett a héber szókincs.
A 18. században, a zsidó felvilágosodás idején (Haskalah) az európai zsidóság azon fáradozott, hogy a héber irodalom az európaiakkal felvehesse a versenyt. Moses Mendelssohn lefordított a Bibliát német nyelvre, ami felkeltette a héber nyelv iránti érdeklődést a kontinensen. Megjelentek az első héber nyelvű lapok is. Ebben az évszázadban néhány jiddis nyelvű író is, mint Sólem Aléchem, héber nyelven kezdett írni.
Ahogy a cionista államocska Palesztina területén egyre nőtt, a héber lett az emigráns zsidó közösség egységes nyelve. Eliezer Ben-Jehuda a héber nyelv modernizálásán fáradozott.
1922-ben a héber lett az új Izrael hivatalos nyelve. 1966-ban Shmuel Yosef Agnon elnyerte az Irodalmi Nobel-díjat.
A nemzetközileg is elismert izraeli szerzők közül érdemes megemlíteni: Efrájim Kishon, Yaakov Shabtai, A. B. Yehoshua, Ámosz Oz, Irit Linur, Etgar Keret és Yehoshua Sobol.